# Wilhelm Trabandt
August Wilhelm Trabandt (21 de julio de 1891 - 19 de mayo de 1968) fue un funcionario alemán de las SS durante la era nazi. Comandó la 1.ª Brigada de Infantería SS y la División SS Horst Wessel durante la II Guerra Mundial.

## Carrera
Trabandt nació en Berlín, Alemania, el 21 de julio de 1891. En mayo de 1936, Trabandt se hizo voluntario y se unió a las SS-VT. Al inicio de la II Guerra Mundial, Trabandt era comandante del III. Batallón, del Regimiento Leibstandarte SS Adolf Hitler. Participó en la invasión de Polonia y en la batalla de Francia. Enfrentando acusaciones de contrabando tras la campaña, Trabandt fue destinado a la 1.ª Brigada de Infantería SS que estaba al cargo de la guerra de seguridad nazi y el asesinato de la población judía en los territorios ocupados en la Unión Soviética. Se le dio el mando del Regimiento de Granaderos Panzer N.º 39 en marzo de 1943, y asumió el mando de la Brigada en septiembre de 1943.
Trabandt fue galardonado con la Cruz de Caballero el 6 de enero de 1944, justo antes de que la Brigada fuera disuelta y usada para formar el cuadro de la División SS Horst Wessel. Trabandt recibió el mando de la división y permaneció en el puesto hasta abril de 1945. Tras el fin de la guerra, Trabandt fue encarcelado en la Unión Soviética hasta 1954. Murió el 19 de mayo de 1968 en Hamburgo, Alemania.